# Fanfare de la Brigade Gurkha
Pour les articles homonymes, voir fanfare (homonymie).
La fanfare de la brigade de Gurkhas (Band of the Brigade of Gurkhas) est une fanfare basée à Shorncliffe, de la Brigade de Gurkhas de l'armée britannique au cours de ses cérémonies. Elle représente la brigade en se produisant lors d'événements musicaux. Elle est une unité directement rattachée au Corps of Army Music (CAMUS), qui supervise la promotion de la musique militaire britannique. Il s'agit de l'une des deux fanfares de 35 membres du CAMUS, l'autre étant la fanfare du régiment The Rifles (Band and Bugles of The Rifles). Le groupe a beaucoup voyagé depuis sa création, récemment en Australie, Brunei, Canada, France, Allemagne, Népal, Belgique. Aujourd'hui, les musiciens sont recrutés à la fin de leur formation militaire de base, l'enseignement musical commençant d'abord sous la direction du directeur de la musique (DOM) puis sous la supervision de l'École royale militaire de musique (Royal Military School of Music).

## Histoire

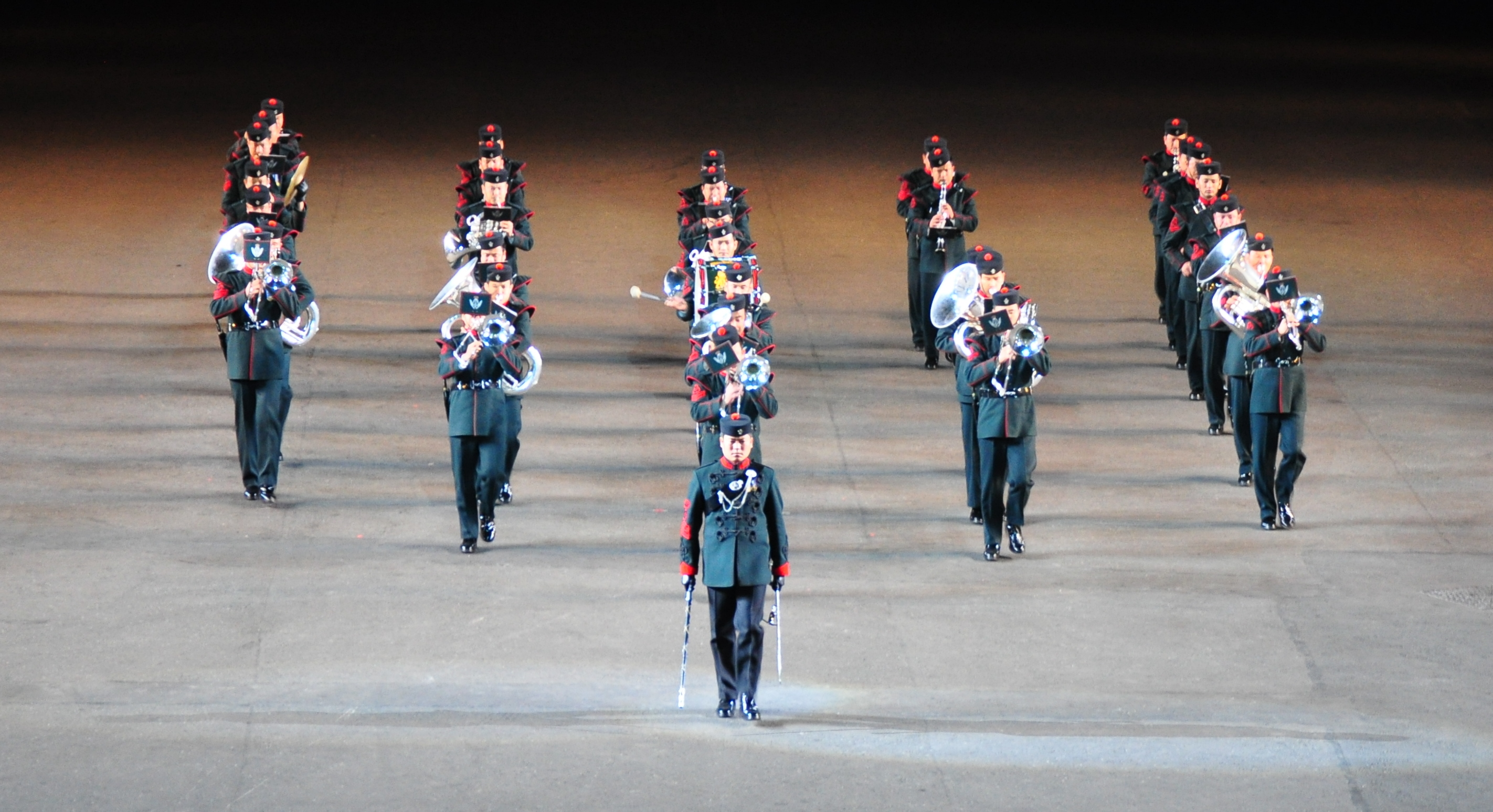
La fanfare lors du Royal Edinburgh Military Tattoo en 2010.

La fanfare fut créée en novembre 1859 dans le cadre du Sirmoor Rifle Regiment, composé à l'origine de 16 musiciens avec un Naik à sa tête. Certains changements apportés en 1886 (comme la constitution d'un nouveau 2e bataillon) ont permis l'expansion de la troupe existante. Les deux fanfares coopéraient souvent l'une avec l'autre dans leurs fonctions musicales et opérationnelles (les orchestres servaient également de brancardiers et de personnel médical sur le champ de bataille). L'armée a approuvé la formation d'une nouvelle en 1949, avec 56 recrues commençant leur service militaire. Un an après cette décision, une fanfare de la brigade fut créée, laissant à l'unité deux fanfares militaires distinctes. À cette époque, la formation était dispensée par les chefs de musiques britanniques et des musiciens de renom travaillant pour l'armée. Cette période prit fin en mai 1951. Les deux fanfares continuèrent à évoluer pendant une décennie avant de fusionner pour des raisons budgétaires. Bien qu'elles aient formé une seule unité, les deux fanfares restèrent séparées, l'une au Royaume-Uni et l'autre à Hong Kong pour soutenir leurs bataillons respectifs dans les années 1970 et 1980 jusqu'à ce que le 2e bataillon se retire de Hong Kong en 1994.

## Cornemuses
Les 1er et 2e bataillons, Royal Gurkha Rifles, maintiennent actuellement des cornemuses au sein de l'unité. Le 3e bataillon n'a pas encore levé de cornemuse.

## Sonnerie de la retraite
Sounding Retreat est une variante de la traditionnelle Beating Retreat jouée habituellement par l'orchestre de la Division royale. Aujourd'hui, la cérémonie est presque exclusivement exécutée par la fanfare de la brigade des Gurkhas, aux côtés de leurs homologues des anciens orchestres de la Division légère. En plus de la fanfare, le Band and Bugles of The Rifles et la Light Division Buglers Association participent à la Sounding Retreat au cours de la Horse Guards Parade le 31 mai depuis 1993.

## Autres événements

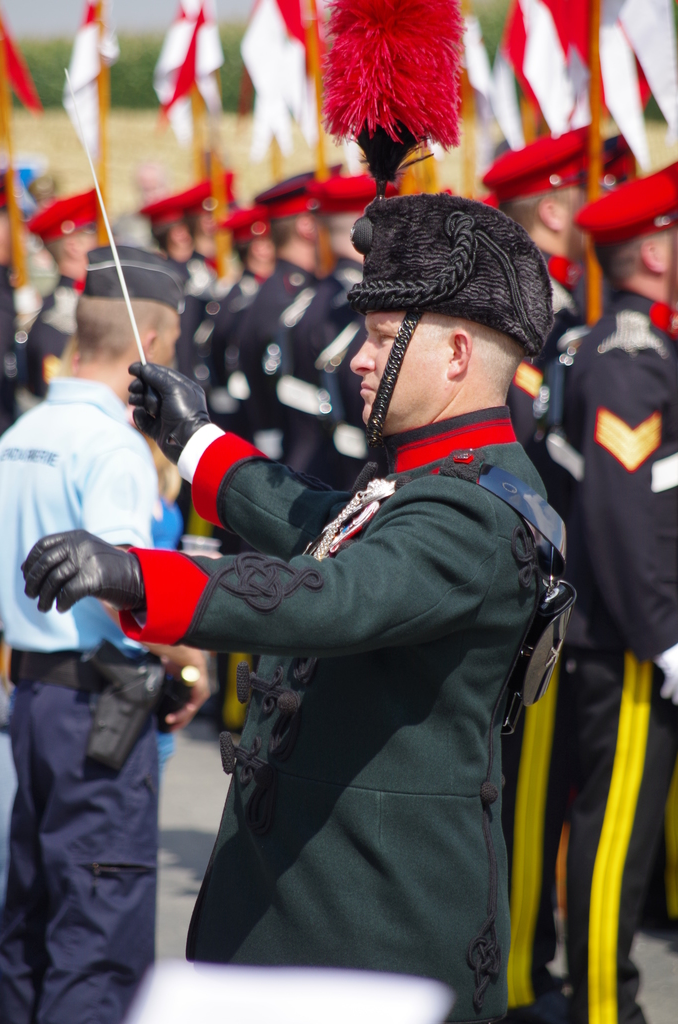
Le directeur de la musique de la fanfare de la brigade des Gurkhas.

- Lors d'une cérémonie dédiée à Francis Tuker au Brighton College, la musique a organisé une cérémonie de Beating retreat sur le terrain de jeu de l'école.
- La musique s'est produite au Royal Bath and West Show en 2009 [2].
- La musique s'est produite avant le match de la finale de la FA Cup 2015 au stade de Wembley à Londres.
- La musique a participé à la relève de la garde (King's Guard appelée Queen's Guard si le souverain est une femme) au palais de Buckingham en mai 2015.
- La musique a joué une aubade lors de cérémonie lors du Royal Norfolk Show en 2014.
- La musique, aux côtés de membres de toute la brigade, a participé à des visites au Népal dans le cadre des célébrations du 200e anniversaire de la brigade en 2015. Pendant la visite, le groupe s'est produit pour des écoliers à la British School de Katmandou[3].
- Une partie du 200e anniversaire de la Brigade, en juin 2015 eu lieu au Royal Hospital Chelsea de Londres, où participa la fanfare de la brigade des Gurkhas[4].

## Voir également
- Gurkha Contingent Pipes and Drums Platoon
- Fanfare du régiment The Rifles (Band and Bugles of The Rifles)
- Fanfares des Forces armées indiennes (Indian military bands)